# Elisabet Woska
Elisabet Woska (* 5. Juni 1938 in Baden bei Wien; † 27. März 2013 in München) war eine österreichische Schauspielerin.

## Leben
Elisabet Woska absolvierte ihr Schauspielstudium bei Fred Liewehr, Helmuth Kraus und Dorothea Neff. Danach war sie Fernsehsprecherin bei ORF, ZDF und WDR. 1958 erhielt sie den Preis „Il sorriso d’Europa“ (RAI, Rom 1958).
Sie hatte Schauspielengagements in Wien, Klagenfurt, Celle, Kiel, Ingolstadt, Bonn, Augsburg und München (u. a. Residenztheater). Weiters Hörspiele, Film und Fernsehen sowie Synchronisation.

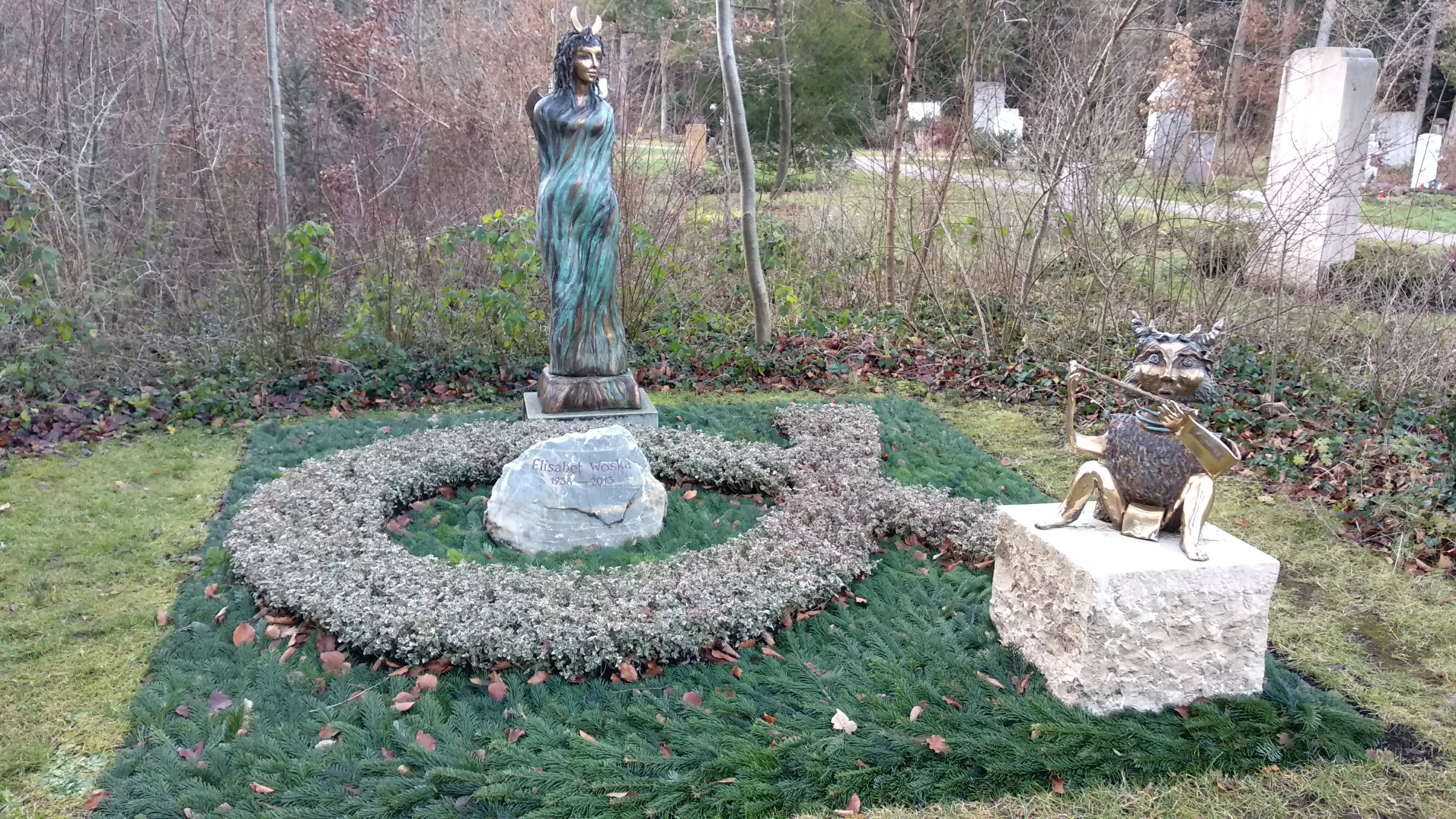
Grabstelle auf dem Waldfriedhof München

Seit 1971 arbeitet sie mit dem Komponisten Wilfried Hiller zusammen, der später ihr Ehemann wurde. Es entstanden das Monodram An diesem heutigen Tage (mit E.W. in der Titelrolle; ZDF 1974, Münchner Opernfestspiele 1979), die Fernsehoper Niobe (Titelrolle; BR/ORF, Anerkennungspreis der Stadt Salzburg 1977), Du bist schön meine Freundin – Schulamit (ZDF 1982), das Melodram Der Josa mit der Zauberfiedel (Erzählerin, 1985), die Theaterproduktionen Trödelmarkt der Träume (die Schaubudensängerin; Text Michael Ende, 1984/2002),
Mich erfreut ihr Mündlein rot – aus dem Liederbuch der Clara Hätzlerin (die Fahrende, Landshuter Hofmusiktage, 1984)
und nach Wilhelm Busch Der Geigenseppel (EXPO 2000, Hannover).
Seit 1981 war Woska künstlerische Mitarbeiterin bei den Münchner Musiknächten. Elisabet Hiller-Woska verstarb am 27. März 2013 zwei Tage vor der Uraufführung des Werks „Gedankensplitter“ ihres Mannes, zu dem sie Texte ausgewählt hatte.
Ihre letzte Ruhestätte hat sie auf dem Waldfriedhof (alter Teil) in München gefunden. Die Skulpturen (Lilith und Goggolori) hat Antje Tesche-Mentzen geschaffen.

## Projekte und Werke

### Ausstellungsprojekte
- Franz Liszt (1986)
- Günter Bialas und sein Kreis (1986)
- Das Münchner Abkommen 1938 (1991)
- Das Kalevala Epos – der Schamanismus der zirkumpolaren Völker (1991) in der Münchner Musikhochschule.
- Hiller & Ende (Staatstheater am Gärtnerplatz 1988)
- Harald Genzmer (Altes Rathaus München 1989)
- Liebe, Lust und Leidenschaft über 600 Jahre (Rathaus Landshut, Hofmusiktage 1990)
- Jean-Pierre Ponnelle (Bayerische Staatsoper 1991)
- Carl Orff (Kloster Andechs 1992)
- Wilfried Hiller (Gasteig München 2011)

### Schallplatten und CDs
Tranquilla Trampeltreu, Der Lindwurm und der Schmetterling, Norbert Nackendick, Filemon Faltenreich (DGG Junior). Der Josa mit der Zauberfiedel (Patmos, DGG), Enoch Arden (Arts), Intermezzo (EMI), Trödelmarkt der Träume (Traurige Tropen), Schulamit (Wergo), Der kleine blaue Bergsee (DGG).